# دمیتری ارسلانوف
دمیتری ارسلانوف (روسی: Дмитрий Родионович Арсланов؛ زادهٔ ۱۰ فوریهٔ ۱۹۹۰) بازیکن فوتبال اهل روسیه است. 
از باشگاه‌هایی که در آن بازی کرده‌است می‌توان به باشگاه فوتبال کیزیلژار و باشگاه فوتبال زسکا مسکو اشاره کرد.